# Leptaxis vetusa
Leptaxis vetusa (Morelet & Drouet, 1857) é uma espécie de gastrópode  da família Helicidae. É endémica de Portugal.